# Cantó de Friburg
El  cantó de Friburg (alemany Kanton Freiburg, francès canton de Fribourg, arpità Quenton de Fribôrg) és un cantó situat a l'oest de Suïssa. El cantó és bilingüe, amb dues terceres parts de la població parlant en francès i la tercera restant en alemany. Ambdues llengües són oficials al territori. El cantó pren el seu nom de la seva capital: Friburg.

## Demografia
En contrast amb els cantons principalment protestants de Vaud, a l'oest, i Berna, a l'est, el cantó de Friburg és un enclavament predominantment catòlic romà (un 70% al 2000) amb una minoria protestant (15%). Això explica l'existència del cantó, tot i que s'alçava a la frontera lingüística franco-alemanya, ja que en el passat, les consideracions de denominació eren més importants que les lingüístiques a l'hora de dibuixar els cantons suïssos.
Els principals nuclis de població són la capital Friburg (34.300 habitants) i Bulle (18.200 habitants).
Dos terços de la població parlen francès, mentre que la resta parlen dialectes alamànics de l'alemany. Les zones francòfones es troben a l'oest del cantó, les àrees de parla alemanya a l'est. El nombre de ciutats bilingües i, per tant, la gran quantitat de persones que poden parlar amb fluïdesa francès i alemany, ha atret negocis com ara empreses de televenda. A 31 de desembre de 2018, la població del cantó era de 318.714 habitants. A partir del 2007, la població incloïa 43.838 residents de procedència estrangera, el que vindria a ser al voltant d'un 16,65% de la població total.